# Dietmar Koschmieder
Dietmar Koschmieder (* 6. November 1955 in Lörrach) ist ein deutscher Journalist und Politiker. Er ist Geschäftsführer der Tageszeitung junge Welt und aktives Mitglied der Deutschen Kommunistischen Partei (DKP), für die er mehrfach bei Wahlen antrat.

## Leben
Koschmieder ist ehemaliger Lehrer. Als Kommunist wurde er jedoch mit Berufsverbot belegt. Er ließ sich zum Wirtschaftsredakteur umschulen und machte deswegen 1990 ein Praktikum im Verlag Junge Welt. 1991 wurde er Wirtschaftsredakteur der jungen Welt und war bis 1994 das einzige Redaktionsmitglied aus Westdeutschland. Ab 1992 war er Betriebsrat und wurde 1995 als Leiter des Wirtschaftsressorts Betriebsratsvorsitzender. Nach der Bekanntgabe des Konkurses der jungen Welt im April 1995 gründete er zusammen mit Kollegen einen „Aktionsausschuss“, um die Zeitung durch einen „verspäteten Management-Buy-out“ zu retten. Das war erfolgreich: Nach acht Tagen Pause, am 13. April 1995 erschien die junge Welt wieder, im neugegründeten Verlag 8. Mai GmbH und mit Koschmieder als genossenschaftlich gewähltem Geschäftsführer.
1997 setzte Koschmieder im Streit um die politische Ausrichtung der jungen Welt den Chefredakteur Klaus Behnken ab, woraufhin es seitens der Belegschaft zur Solidarisierung mit Klaus Behnken und zur Besetzung der Redaktionsräume kam. Im selben Gebäude auf einer anderen Etage produzierte Koschmieder mit drei ihm gegenüber loyal gebliebenen Redakteuren Notausgaben. „Der Streit hatte sich um das Thema Antisemitismus sowie die vom Verlag befürwortete Ausrichtung auf Ostthemen zentriert.“
Im Rahmen des Benno-Ohnesorg-Kongresses, der vom 30. Mai bis 1. Juni 1997 an der Technischen Universität veranstaltet wurde, wurde eine öffentliche Podiumsdiskussion beider Fraktionen organisiert. Im Verlauf dieser Diskussion zwischen den Podiumsdiskutanten Jürgen Elsässer und Koschmieder drückte ein Mitglied der Besetzerfraktion Koschmieder ein Stück Kirschtorte ins Gesicht. Die Redakteure um Klaus Behnken gründeten danach die Wochenzeitung Jungle World.
Seit Beginn seiner Zeit als Geschäftsführer gilt Koschmieder als die für die Blattlinie der jungen Welt  entscheidende Person. Koschmieder verteidigte 2008 die niedersächsische Landtagsabgeordnete der Partei Die Linke, Christel Wegner, gegen Kritik, nachdem sie den Mauerbau und das Ministerium für Staatssicherheit der DDR gerechtfertigt hatte. Er trat medial außerdem in Erscheinung im Streit um die „Danke“-Titelseite der Jungen Welt im Jahre 2011 zum Mauerbau, 2012 im Kontext der wirtschaftlichen Krise der Jungen Welt und 2016 im Rahmen der Expansion der Jungen Welt in die Schweiz.
Dietmar Koschmieder lebt in Berlin. Er ist Mitglied der DKP und war mehrfach Kandidat der Berliner DKP bei Wahlen, so 2016 als ihr Spitzenkandidat bei der Wahl zum Abgeordnetenhaus.

## Preise
2008 wurde ihm, gemeinsam mit den Cuban Five, der Preis für Solidarität und Menschenwürde des Vereins Bündnis für Soziale Gerechtigkeit und Menschenwürde verliehen.